# Уронай (село)
Уронай (бур.  ) — село в муниципальном районе «Могойтуйский район» Агинского Бурятского округа в Забайкальском крае России.
Входит в состав сельского поселения «Догой».

## География
Уронай находится на реке Ага, на расстоянии 14 км к югу от административного центра района — посёлка городского типа Могойтуй и в 35 км к юго-востоку от с. Догой.
Климат
характеризуется как резко континентальный с умеренно жарким летом и продолжительной морозной малоснежной зимой. Средняя температура воздуха самого холодного месяца (января) составляет −22 — −26 °C; самого тёплого месяца (июля) — 18-20 °C. Также наблюдаются большие перепады сезонных и суточных температур, недостаточная увлажненность, большая сухость воздуха и значительное число солнечных дней в году. Вегетационный период 150 дней и более

## История
Образовано в 1930 году.

## Население
| 1989 | 2002 | 2010 | 2021 |
| ---- | ---- | ---- | ---- |
| 145  | ↘100 | ↗125 | ↗136 |

национальный состав
Согласно результатам переписи 2002 года, в национальной структуре населения буряты составляли 96 % от 100 чел..

## Инфраструктура
Экономика
Коллективное хозяйство, личное подсобное хозяйство.
Социальные объекты
школа, фельдшерско-акушерский пункт.
В 2008 году в селе построен ДООЦ «Наран». В лагере одновременно могут проживать до 250 детей и работников лагеря.

## Транспорт
Выезд на автодорогу регионального уровня Чита-Забайкальск.